# Chung kết UEFA Europa League 2022
Trận chung kết UEFA Europa League 2022 là trận đấu cuối cùng của UEFA Europa League 2021-22, mùa giải thứ 51 của giải đấu bóng đá cấp câu lạc bộ hạng nhì của châu Âu do UEFA tổ chức, và là mùa giải thứ 13 kể từ khi giải được đổi tên từ Cúp UEFA thành UEFA Europa League. Trận đấu được diễn ra tại Sân vận động Ramón Sánchez Pizjuán ở Seville, Tây Ban Nha, vào ngày 18 tháng 5 năm 2022, giữa câu lạc bộ Đức Eintracht Frankfurt và câu lạc bộ Scotland Rangers.
Trận chung kết ban đầu dự kiến được diễn ra tại Sân vận động Puskás ở Budapest, Hungary. Tuy nhiên, do việc hoãn và dời địa điểm tổ chức của trận chung kết năm 2020, các địa điểm tổ chức trận chung kết được lùi lại một năm, với Budapest thay vào đó tổ chức trận chung kết năm 2023.
Eintracht Frankfurt giành chiến thắng 5–4 trên chấm luân lưu sau khi hòa 1–1 sau hiêp phụ, để có danh hiệu Cúp UEFA/Europa League thứ hai sau năm 1980.
Frankfurt trở thành đội bóng Đức đầu tiên vô địch giải đấu kể từ Schalke 04 vào năm 1997. Với tư cách là đội vô địch, họ giành quyền thi đấu với Real Madrid, đội vô địch của UEFA Champions League 2021-22 trong trận Siêu cúp châu Âu 2022 và lọt vào vòng bảng UEFA Champions League 2022-23.

## Các đội bóng
Trong bảng sau đây, các trận chung kết đến năm 2009 thuộc kỷ nguyên Cúp UEFA, kể từ năm 2010 thuộc kỷ nguyên UEFA Europa League.
| Đội                 | Các lần tham dự trận chung kết trước (in đậm thể hiện năm vô địch) |
| ------------------- | ------------------------------------------------------------------ |
| Eintracht Frankfurt | 1 (1980)                                                           |
| Rangers             | 1 (2008)                                                           |

## Địa điểm

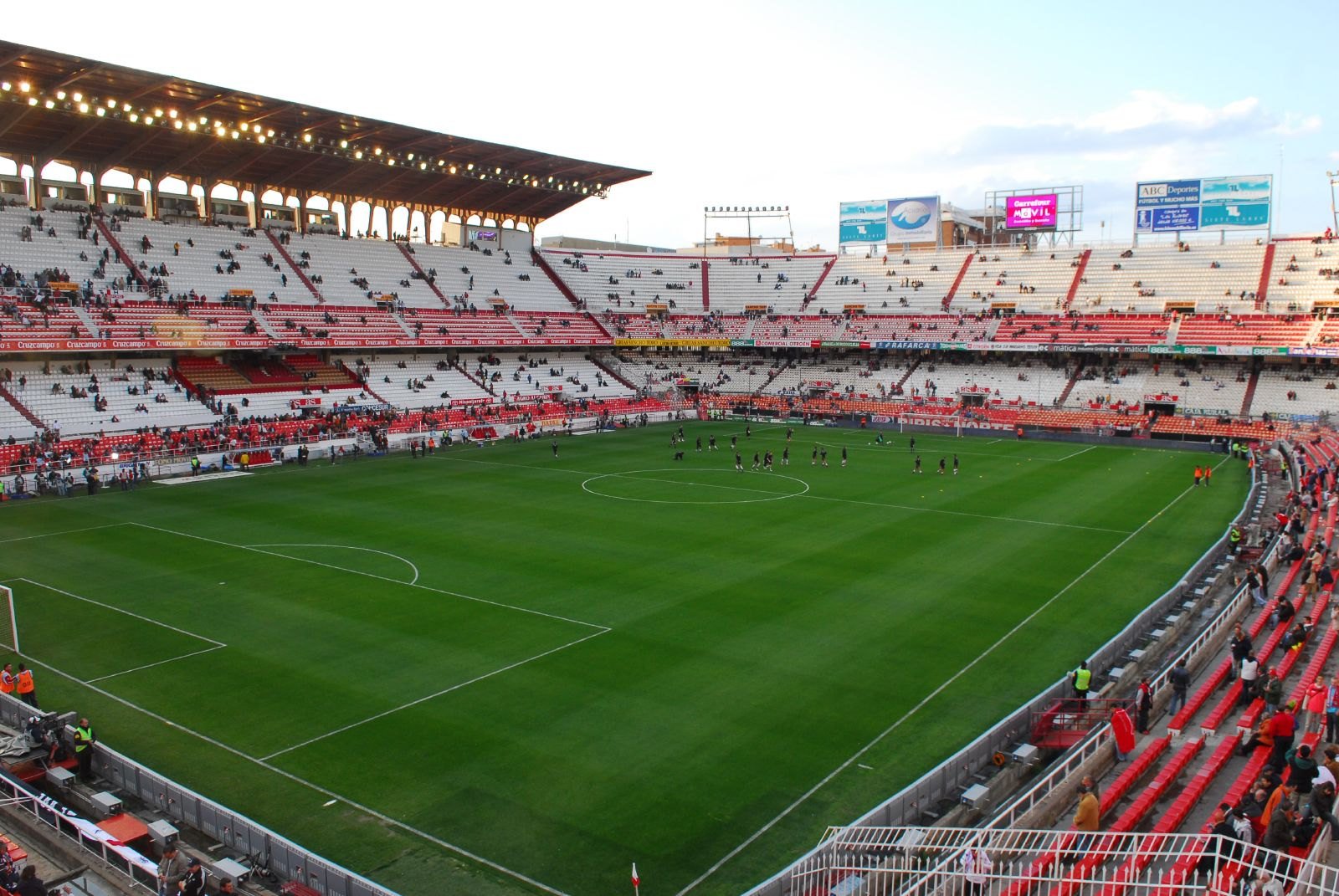
Sân vận động Ramón Sánchez Pizjuán ở Seville là nơi tổ chức trận chung kết.

Sân vận động Ramón Sánchez Pizjuán được lựa chọn bởi Ủy ban điều hành UEFA trong cuộc họp của họ ở Ljubljana, Slovenia vào ngày 24 tháng 9 năm 2019. Đây là trận chung kết Europa League đầu tiên được diễn ra tại sân vận động này. Sân vận động trước đây tổ chức trận chung kết Cúp C1 châu Âu 1986. Thành phố Seville đã tổ chức trận chung kết Cúp UEFA 2003 tại Sân vận động La Cartuja. Tây Ban Nha đã từng tổ chức bốn trận chung kết Cúp UEFA khác (tổ chức một lượt trận vào năm 1977, 1985, 1986 và 1988).
Vào ngày 17 tháng 6 năm 2020, Ủy ban điều hành UEFA thông báo rằng do việc hoãn và dời địa điểm tổ chức của trận chung kết năm 2020, Seville thay vào đó tổ chức trận chung kết năm 2022.

## Đường đến trận chung kết
Ghi chú: Trong tất cả các kết quả dưới đây, tỉ số của đội lọt vào chung kết được đưa ra trước tiên (N: sân nhà; K: sân khách).
| VT | Đội                 | ST | Đ  |
| -- | ------------------- | -- | -- |
| 1  | Eintracht Frankfurt | 6  | 12 |
| 2  | Olympiacos          | 6  | 9  |
| 3  | Fenerbahçe          | 6  | 6  |
| 4  | Antwerp             | 6  | 5  |

| VT | Đội           | ST | Đ  |
| -- | ------------- | -- | -- |
| 1  | Lyon          | 6  | 16 |
| 2  | Rangers       | 6  | 8  |
| 3  | Sparta Prague | 6  | 7  |
| 4  | Brøndby       | 6  | 2  |

## Thông tin trận đấu

### Chi tiết
Đội "nhà" (vì mục đích hành chính) được xác định bằng một lượt bốc thăm bổ sung được tổ chức sau khi bốc thăm tứ kết và bán kết.
| Eintracht Frankfurt                        | 1–1 (s.h.p.) | Rangers                                        |
| ------------------------------------------ | ------------ | ---------------------------------------------- |
| - Borré 69'                                | Chi tiết     | - Aribo 57'                                    |
| Loạt sút luân lưu                          |              |                                                |
| - Lenz - Hrustic - Kamada - Kostić - Borré | 5–4          | - Tavernier - Davis - Arfield - Ramsey - Roofe |

| Eintracht Frankfurt | Rangers |

| GK               | 1  | Kevin Trapp         |  |      |
| CB               | 35 | Tuta                |  | 58'  |
| CB               | 18 | Almamy Touré        |  |      |
| CB               | 2  | Evan Ndicka         |  | 100' |
| RM               | 36 | Ansgar Knauff       |  |      |
| CM               | 8  | Djibril Sow         |  | 106' |
| CM               | 17 | Sebastian Rode (c)  |  | 90'  |
| LM               | 10 | Filip Kostić        |  |      |
| AM               | 29 | Jesper Lindstrøm    |  | 70'  |
| AM               | 15 | Daichi Kamada       |  |      |
| CF               | 19 | Rafael Santos Borré |  |      |
| Dự bị:           |    |                     |  |      |
| GK               | 31 | Jens Grahl          |  |      |
| DF               | 22 | Timothy Chandler    |  |      |
| DF               | 24 | Danny da Costa      |  |      |
| DF               | 25 | Christopher Lenz    |  | 100' |
| MF               | 6  | Kristijan Jakić     |  | 90'  |
| MF               | 7  | Ajdin Hrustic       |  | 106' |
| MF               | 20 | Makoto Hasebe       |  | 58'  |
| MF               | 27 | Aymen Barkok        |  |      |
| FW               | 9  | Sam Lammers         |  |      |
| FW               | 21 | Ragnar Ache         |  |      |
| FW               | 23 | Jens Petter Hauge   |  | 70'  |
| FW               | 39 | Gonçalo Paciência   |  |      |
| Huấn luyện viên: |    |                     |  |      |
| Oliver Glasner   |    |                     |  |      |

| GK                       | 1  | Allan McGregor      |     |      |      |
| RB                       | 2  | James Tavernier (c) |     |      |      |
| CB                       | 6  | Connor Goldson      |     |      |      |
| CB                       | 3  | Calvin Bassey       |     |      |      |
| LB                       | 31 | Borna Barišić       |     | 117' |      |
| CM                       | 8  | Ryan Jack           |     | 74'  |      |
| CM                       | 4  | John Lundstram      |     |      |      |
| RW                       | 14 | Ryan Kent           |     |      |      |
| AM                       | 23 | Scott Wright        | 73' | 74'  |      |
| LW                       | 18 | Glen Kamara         |     | 91'  |      |
| CF                       | 17 | Joe Aribo           | 62' | 101' |      |
| Dự bị:                   |    |                     |     |      |      |
| GK                       | 28 | Robby McCrorie      |     |      |      |
| GK                       | 33 | Jon McLaughlin      |     |      |      |
| DF                       | 26 | Leon Balogun        |     |      |      |
| DF                       | 43 | Leon King           |     |      |      |
| MF                       | 9  | Amad Diallo         |     |      |      |
| MF                       | 10 | Steven Davis        |     | 74'  |      |
| MF                       | 16 | Aaron Ramsey        |     |      | 117' |
| MF                       | 19 | James Sands         |     | 101' |      |
| MF                       | 37 | Scott Arfield       |     | 91'  |      |
| MF                       | 51 | Alex Lowry          |     |      |      |
| FW                       | 25 | Kemar Roofe         |     | 117' |      |
| FW                       | 30 | Fashion Sakala      |     | 74'  | 117' |
| Huấn luyện viên:         |    |                     |     |      |      |
| Giovanni van Bronckhorst |    |                     |     |      |      |

| Cầu thủ xuất sắc nhất trận đấu: Kevin Trapp (Eintracht Frankfurt) Trợ lý trọng tài: Tomaž Klančnik (Slovenia) Andraž Kovačič (Slovenia) Trọng tài thứ tư: Srđan Jovanović (Serbia) Trợ lý trọng tài video: Pol van Boekel (Hà Lan) Trợ lý tổ trợ lý trọng tài video: Jure Praprotnik (Slovenia) Alejandro Hernández Hernández (Tây Ban Nha) Roberto Díaz Pérez del Palomar (Tây Ban Nha) | Luật trận đấu - 90 phút thi đấu chính thức - 30 phút của hiệp phụ nếu tỷ số hòa sau thời gian thi đấu chính thức - Loạt sút luân lưu nếu tỷ số vẫn hòa sau hiệp phụ - Mỗi đội có 12 cầu thủ dự bị - Mỗi đội thay tối đa 5 cầu thủ, với cầu thủ thứ sáu được phép thay ở hiệp phụ |

### Thống kê
| Thống kê           | Eintracht Frankfurt | Rangers |
| ------------------ | ------------------- | ------- |
| Bàn thắng ghi được | 0                   | 0       |
| Tổng cú sút        | 11                  | 3       |
| Cú sút trúng đích  | 3                   | 1       |
| Cứu thua           | 1                   | 3       |
| Kiểm soát bóng     | 41%                 | 59%     |
| Phạt góc           | 4                   | 2       |
| Phạm lỗi           | 7                   | 3       |
| Việt vị            | 0                   | 1       |
| Thẻ vàng           | 0                   | 0       |
| Thẻ đỏ             | 0                   | 0       |

| Thống kê           | Eintracht Frankfurt | Rangers |
| ------------------ | ------------------- | ------- |
| Bàn thắng ghi được | 1                   | 1       |
| Tổng cú sút        | 6                   | 3       |
| Cú sút trúng đích  | 1                   | 1       |
| Cứu thua           | 0                   | 1       |
| Kiểm soát bóng     | 53%                 | 47%     |
| Phạt góc           | 5                   | 0       |
| Phạm lỗi           | 4                   | 7       |
| Việt vị            | 2                   | 1       |
| Thẻ vàng           | 0                   | 2       |
| Thẻ đỏ             | 0                   | 0       |

| Thống kê           | Eintracht Frankfurt | Rangers |
| ------------------ | ------------------- | ------- |
| Bàn thắng ghi được | 0                   | 0       |
| Tổng cú sút        | 5                   | 8       |
| Cú sút trúng đích  | 0                   | 4       |
| Cứu thua           | 4                   | 0       |
| Kiểm soát bóng     | 46%                 | 54%     |
| Phạt góc           | 2                   | 0       |
| Phạm lỗi           | 7                   | 0       |
| Việt vị            | 0                   | 0       |
| Thẻ vàng           | 0                   | 0       |
| Thẻ đỏ             | 0                   | 0       |

| Thống kê           | Eintracht Frankfurt | Rangers |
| ------------------ | ------------------- | ------- |
| Bàn thắng ghi được | 1                   | 1       |
| Tổng cú sút        | 22                  | 14      |
| Cú sút trúng đích  | 4                   | 6       |
| Cứu thua           | 5                   | 4       |
| Kiểm soát bóng     | 47%                 | 53%     |
| Phạt góc           | 11                  | 2       |
| Phạm lỗi           | 18                  | 10      |
| Việt vị            | 2                   | 2       |
| Thẻ vàng           | 0                   | 2       |
| Thẻ đỏ             | 0                   | 0       |